# Sugar Creek (Driftwood River)
Der Sugar Creek (englisch für „Zucker-Bach“) ist der rechte Quellfluss des Driftwood River im US-Bundesstaat Indiana. Der etwa 130 km lange Fluss entwässert ein Areal von 1229 km². 

## Verlauf
Der Sugar Creek entspringt im Henry County westlich von New Castle. Er strömt anfangs 25 km in westlicher Richtung und wendet sich anschließend nach Süden. Er verläuft zwischen dem Großraum Indianapolis im Westen und Greenfield im Osten. Der Sugar Creek durchfließt die Countys Madison, Hancock, Shelby und Johnson. Einzige größere Siedlung am Flusslauf ist New Palestine. Westlich von Edinburgh trifft der Sugar Creek schließlich auf den weiter östlich verlaufenden Big Blue River und vereinigt sich mit diesem zum Driftwood River.